# قواعد اللغة الإسبانية

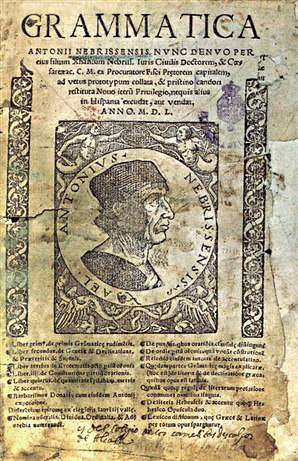
واجهة كتاب قواعد اللغة الإسبانية

قواعد اللغة الإسبانية (بالإسبانية: Gramática del español)‏ هي القواعد المنظمة للغة الإسبانية وهي لغة رومانسية نشأت في شمال وسط إسبانيا، وهي لغة منطوقة في إسبانيا وحوالي عشرين دولة في الأمريكتين وغينيا الاستوائية. اللغة الإسبانية هي لغة تصريفية، حيث يتم تحديد الفعل بالزمن والهيئة والمقام والفاعل والعدد (مما يؤدي إلى حوالي خمسين تصريف لكل فعل). للأسماء جنسين في اللغة الإسبانية كما يمكن تحديدهم طبقا للعدد. يمكن تصريف الضمائر طبقا للفاعل والعدد والجنس والحالة، على الرغم من أن نظام الضمائر الإسباني يقدم تبسيطا للنظام اللاتيني القديم.
كانت اللغة الإسبانية أول اللهجات من اللغات الرومانسية واللغات الهندوأوروبية التي يتم تدريسها بقواعد في كتاب "gramática de la lengua castellana" والذي كتبه عالم اللغويات الأندلسي أنطونيو دي نبريخا، وتم تقديم الكتاب إلى الملكة إيزابيلا الأولى ملكة قشتالة في سلامنكا.
الأكاديمية الملكية الإسبانية هي المسؤولة عن القواعد المعيارية للغة الإسبانية، بالإضافة إلى الخطوط الإسبانية.
الفروقات الرسمية بين اللغة الإسبانية في إسبانيا واللغة الإسبانية في الأمريكتين هي فروقات قليلة للغاية، وإذا تعلم شخص ما لهجة إحدى المناطق فلن يواجه مشاكل في فهم الكلام الرسمي مع أي منطقة أخرى. إلا أن النطق يختلف بالإضافة إلى القواعد والكلمات.
نُشرت بعض القواميس الإسبانية الشاملة كمراجع للغة الإسبانية لمتحدثي الإنجليزية مثل قاموس دي بروين (1996)، وقاموس بت آند بنجامين (2011)، وقاموس باتشلور آند سان خوسيه (2010).

## الأفعال
تنتمي كل أفعال اللغة الإسبانية إلى واحد من ثلاث تصنيفات والتي تتميز بنهاية مصدرية: ar أو er أو ir والتي أحيانا يُطلق عليها تصريف أول أو ثاني أو ثالث على الترتيب.
للفعل الإسباني تسعة أزمنة دلالية والتي تتطابق إلى حد ما مع الأزمنة المقابلة في الإنجليزية: الزمن المضارع (أمشي)، والماضي البسيط (مشيت)، والماضي المستمر (كنت أمشي)، والماضي التام (لقد مشيت)، والمستقبل (سأمشي)، والمستقبل التام (سأكون قد مشيت)، والشرطي البسيط (سأمشي «تخيلي»)، والشرطي التام (سأكون قد مشيت «تخيلي»).
في معظم اللهجات لكل فعل ستة صور ممكنة والتي تختلف باختلاف الفاعل سواء فاعل أول أو ثاني أو ثالث وللمفرد والجمع. تحتوي اللغة الإسبانية في الفاعل الثاني على تفرقة بين الصيغة الرسمية والصيغة غير الرسمية. كما أن الضمائر للفاعل الثاني (usted أو ustedes) تنتمي إلى صيغة الفاعل الثالث.
يمكن تكوين جمع الفاعل الثاني في الصيغة الرسمية في معظم إسبانيا عن طريق الضمير vosotros ونهاية الفعل الخاصة به (على سبيل المثال coméis «أنتم تأكلون»)، بينما في إسبانية أمريكا اللاتينية يندمج مع صيغة جمع الفاعل الثاني الرسمية (مثل ustedes comen). لذا فإن ustedes comen تُستخدم في الصيغة الرسمية والغير رسمية لجمع الفاعل الثاني في أمريكا اللاتينية.
في مناطق متعددة في أمريكا اللاتينية (خاصة أمريكا الوسطى وجنوب أمريكا الجنوبية) تُستبدل الصيغة الرسمية للفاعل الثاني المفرد (الضمير tú) بالضمير vos والذي يتطلب غالبا نهايات الأفعال الخاصة به، خاصة في المضارع البسيط.

### المضارع البسيط
يُستخدم المضارع البسيط للتعبير عن أحداث أو وقائع في إطار زمني هو الوقت الحاضر. على سبيل المثال:
- Yo soy alto (أنا طويل)
- Ella canta en el club (هي تغني في النادي)
- Todos nosotros vivimos en un submarino amarillo (كلنا نعيش في غواصة صفراء)
- Son las diez y media (الساعة الآن العاشرة والنصف)

|                          | مفرد                         | جمع                   |
| ------------------------ | ---------------------------- | --------------------- |
| الفاعل الأول             | yo hablo                     | nosotros/-as hablamos |
| الفاعل الثاني الغير رسمي | tú hablas vos hablás/habláis | vosotros/-as habláis  |
| الفاعل الثاني الرسمي     | usted habla                  | ustedes hablan        |
| الفاعل الثالث            | él, ella habla               | ellos, ellas hablan   |

|                          | مفرد                      | جمع                  |
| ------------------------ | ------------------------- | -------------------- |
| الفاعل الأول             | yo como                   | nosotros/-as comemos |
| الفاعل الثاني الغير رسمي | tú comes vos comés/coméis | vosotros/-as coméis  |
| الفاعل الثاني الرسمي     | usted come                | ustedes comen        |
| الفاعل الثالث            | él, ella come             | ellos, ellas comen   |

|                          | مفرد               | جمع                  |
| ------------------------ | ------------------ | -------------------- |
| الفاعل الأول             | yo vivo            | nosotros/-as vivimos |
| الفاعل الثاني الغير رسمي | tú vives vos vivís | vosotros/-as vivís   |
| الفاعل الثاني الرسمي     | usted vive         | ustedes viven        |
| الفاعل الثالث            | él, ella vive      | ellos, ellas viven   |

### الماضي
تحتوي اللغة الإسبانية على عدد من الأزمنة للتعبير عن الأحداث والحالات في الماضي. هناك زمنان بسيطان (يتكون من كلمة واحدة) وزمنان مركبان.

#### الماضي البسيط
يُستخدم الماضي البسيط للتعبير عن الأحداث أو الحالات التي حدثت في الماضي، والتي تعتبر أحداثا منتهية. على سبيل المثال:
- Ella se murió ayer (ماتت البارحة)
- Pablo apagó las luces (أطفئ بابلو الأنوار)
- Yo me comí el arroz (أكلت الأرز)
- Te cortaste el pelo (قصصتَ شعرك)

|                          | مفرد             | جمع                     |
| ------------------------ | ---------------- | ----------------------- |
| الفاعل الأول             | yo hablé         | nosotros/-as hablamos   |
| الفاعل الثاني الغير رسمي | tú, vos hablaste | vosotros/-as hablasteis |
| الفاعل الثاني الرسمي     | usted habló      | ustedes hablaron        |
| الفاعل الثالث            | él, ella habló   | ellos, ellas hablaron   |

|                          | مفرد            | جمع                    |
| ------------------------ | --------------- | ---------------------- |
| الفاعل الأول             | yo comí         | nosotros/-as comimos   |
| الفاعل الثاني الغير رسمي | tú, vos comiste | vosotros/-as comisteis |
| الفاعل الثاني الرسمي     | usted comió     | ustedes comieron       |
| الفاعل الثالث            | él, ella comió  | ellos, ellas comieron  |

|                          | مفرد            | جمع                    |
| ------------------------ | --------------- | ---------------------- |
| الفاعل الأول             | yo viví         | nosotros/-as vivimos   |
| الفاعل الثاني الغير رسمي | tú, vos viviste | vosotros/-as vivisteis |
| الفاعل الثاني الرسمي     | usted vivió     | ustedes vivieron       |
| الفاعل الثالث            | él, ella vivió  | ellos, ellas vivieron  |

#### الماضي التام
يعبر الماضي التام عن الأحداث التي استمرت لفترة في الماضي. على سبيل المثال:
- Yo era cómico en el pasado (كنت مرحا في الماضي)
- Usted comía mucho (لقد كنت تأكل كثيرا)
- Ellos escuchaban la radio (لقد كانوا يستمعون إلى الراديو)

تصف الأمثة الثلاثة السابقة أحداثا غير لحظية، والتي تعامل كحدث استمر لفترة في الماضي. الصفة المشتركة بين المثال الأول والثاني هو استمرار الحدث وليس تكراره. يركز المثال الثالث على استمرارية الحدث وليس بدايته أو نهايته.
|                          | مفرد             | جمع                     |
| ------------------------ | ---------------- | ----------------------- |
| الفاعل الأول             | yo hablaba       | nosotros/-as hablábamos |
| الفاعل الثاني الغير رسمي | tú, vos hablabas | vosotros/-as hablabais  |
| الفاعل الثاني الرسمي     | usted hablaba    | ustedes hablaban        |
| الفاعل الثالث            | él, ella hablaba | ellos, ellas hablaban   |

|                          | مفرد           | جمع                   |
| ------------------------ | -------------- | --------------------- |
| الفاعل الأول             | yo comía       | nosotros/-as comíamos |
| الفاعل الثاني الغير رسمي | tú, vos comías | vosotros/-as comíais  |
| الفاعل الثاني الرسمي     | usted comía    | ustedes comían        |
| الفاعل الثالث            | él, ella comía | ellos, ellas comían   |

|                          | مفرد           | جمع                   |
| ------------------------ | -------------- | --------------------- |
| الفاعل الأول             | yo vivía       | nosotros/-as vivíamos |
| الفاعل الثاني الغير رسمي | tú, vos vivías | vosotros/-as vivíais  |
| الفاعل الثاني الرسمي     | usted vivía    | ustedes vivían        |
| الفاعل الثالث            | él, ella vivía | ellos, ellas vivían   |

### المضارع المستمر والماضي المستمر
يُستخدم المضارع المستمر للتعبير عن حدث يحدث الآن في الحاضر أثناء الكلام. في حين يُستخدم الماضي المستمر للتعبير عن حدث في الماضي استمر لفترة من الوقت. على سبيل المثال:
- Estoy haciendo mi tarea (أقوم بعمل الواجب المدرسي الآن)
- Estamos estudiando (نحن ندرس الآن)
- Estaba escuchando la radio (كنت أستمع إلى الراديو)
- Él estaba limpiando su cuarto (كان ينظف حجرته)

يمكن تكوين زمن المضارع المستمر عن طريق تصريف أحد الفعلين estar أو seguir في المضارع اعتمادا على السياق، ثم إضافة صيغة الفعل الرئيسي للجملة. بينما يمكن تكوين زمن الماضي المستمر عن طريق تصريف أحد الفعلين estar أو seguir أيضا ولكن في الماضي ثم إضافة صيغة الفعل الرئيسي للجملة.

#### تكوين صيغة الفعل
لتكوين صيغة الفعل لفعل من التصنيف الأول والذي ينتهي بالنهاية ar، يتم تحويل النهاية إلى ando. على سبيل المثال الأفعال: jugar وhablar وcaminar تصبح jugando وhablando وcaminando على الترتيب. بالنسبة للفعل من التصنيف الثاني ولاذي نتهي بالنهاية er، أو الفعل من التصنيف الثالث والذي ينتهي بالنهاية ir يتم تحويل النهاية إلى iendo. على سبيل المثال الأفعال: comer وescribir وdormir تصبح comiendo وescribiendo وdurmiendo (لاحظ تغير الحرف المتحرك في الفعل dormir وهي سمة مشتركة لأفعال التصنيف الثالث المنتهية بالنهاية ir).

### حالة النصب
يُستخدم الفعل في حالة النصب للتعبير عن دلالات في الجملة مثل الأمنية أو الرغبة أو الطلب أو الشك أو العاطفة.

#### حالة النصب: El subjuntivo
عادة ما يتم تصريف الفعل في المضارع البسيط للتعبير عن حدث في الحاضر.
- Yo soy muy ambicioso (أنا طموح جدا)
- Marta trae la comida (مارتا تحضر الطعام)

لكن إذا كانت الجملة تعبر عن شي متخيَّل: رغبة أو طلب أو عاطفة أو أي شيء مشابه في الحاضر، فإننا نستخدم حالة النصب.
- Quiero que seas muy ambicioso (أريدك أن تكونَ طموحاً جداً): في هذه الحالة، أنت لست طموحاً في اللحظة الراهنة، لذا لا نستخدم المضارع البسيط.
- Me alegro de que Marta traiga la comida (أنا سعيد لأن مارتا تحضر الطعام): هنا، استخدام الشعور مع الأداة que يفرض استخدام حالة النصب.
- Es una lástima que llegues tarde (من السيئ أنك تصل متأخرا)

تُستخدم حالة النصب أيضا للتعبير عن الشك أو الإنكار. لأنه كما اتفقنا، يعبر هذا الزمن عن شيء غير متحقق في اللحظة الراهنة، أو لسنا متأكدين من تحققه.
- Busco un amigo que sea simpático (أبحث عن صديق محبوب)
- No hay ningún autor que lo escriba (لا يوجد مؤلفون يكتبون هذا)
- Es posible que ella sepa mucho (من المحتمل أنها تعرف ذلك)
- No parece que tengan mucho dinero (لا يبدو أنهم يمتلكون المال)

في الأمثلة الأولى لم يتم العثور على الصديق المحبوب بعد، وما زال الأمر مشكوكا فيه، كما أن المؤلفين الذين يكتبون ذلك ليسوا موجودين. في المثال الثالث الإمكانية ليست مؤكدة بل تخمين، بينما يعبر المثال الأخير عن الشك الواضح. لذلك استخدمنا حالة النصب في هذه الأمثلة. تتطلب بعض الأفعال حالة النصب مثل:
- dudar, negar, esperar, alegrarse de, temer, sentir, pedir, aconsejar, exigir, desear, querer, mandar
- es necesario que, conviene que, no pareceque, es dudoso que, es probable que, no creo que, importa que, parece mentira que

بعض الأفعال تتطلب المضارع البسيط لأنها تعبر عن التأكيد مثل:
- es verdad que, es obvio que, es seguro que, parece que, es evidente que, creo que

التصريف:
في هذه الفقرة، نستعمل المصطلحات الآتية بدقة:
1. المصدر: وهو الفعل بالشكل الجامد (infinitivo)، مثل: hablar. وهو يتألف من جذر ونهاية.
2. الجذر: وهو الكلمة التي نحصل عليها عندما نحرر المصدر عن نهايته. مثلاً: نقول أن habl- هو جذر المصدر hablar
3. النهاية: هي ما يتبقى من المصدر عند إزالة الجذر عنه: نقول أن -ar هي نهاية المصدر hablar. إجمالاً، تمتلك مصادر اللغة الإسبانية ثلاث نهايات وهي -ar و -ir و -er.
4. الفعل: هو كلمة مصرّفة، منقولة عن مصدر، تحدد حدثاً معيناً في زمن معين، وتناسب الفاعل الذي يسبقها.
5. التصريف: هو الانتقال من المصدر إلى الفعل الذي يلائم الفاعل الذي يسبقه.
لتصريف الفعل في حالة النصب، نشير إلى زُمَر المصادر الثلاث:
1. عندما تكون نهاية المصدر -ar فإننا نقوم بحذفها والإبقاء على الجذر، من ثم إضافة النهايات حسب الفاعل:
Yo: -e
Tú: -es
El/ ello/ ella/ usted: -e
Nosotros/ nosotras: -emos
Vosotros/ vosotras: -éis
Ellos/ ellas, ustedes: -en

مثال على ذلك: الفعل hablar:
- Quieres que yo hable español
(أنتَ تريدني أنْ أتحدثَ بالإسبانية/ أنتي تريدينني أن أتحدث
بالإسبانية)
- Quiero que tú hables español
(أريدك أن تتحدث/ أن تتحدثين بالإسبانية)
- ... que el/ ello/ ella/ usted hable
- ... que nosotros/ nosotras hablemos
- ... que vosotros/ vosotras habléis
- ... que ellos/ ellas/ ustedes hablen

2. عندما تكون نهاية المصدر -er أو -ir فإننا نقوم بحذفها والإبقاء على الجذر، من ثم إضافة النهايات حسب الفاعل:
Yo: -a
Tú: -as
El/ ello/ ella/ usted: -a
Nosotros/ nosotras: -amos
Vosotros/ vosotras: -áis
Ellos/ ellas, ustedes: -an

مثال على ذلك: الفعل comer:
- Quieres que yo coma el pescado
(أنتَ تريدني أنْ آكلَ السمك/ أنتي تريدينني أن آكلَ
السمكَ)
- Quiero que tú comas el pescado
(أريدك أن تأكل/ تأكلي السمك)
- ... que el/ ello/ ella/ usted coma
- ... que nosotros/ nosotras comamos
- ... que vosotros/ vosotras comáis
- ... que ellos/ ellas/ ustedes coman

ملاحظات:
• يجب، بصورة غير اختيارية، الانتباه إلى الجانب الصوتي من الأمر كما هي الحال في بعض التصاريف بأزمنة مختلفة:
ما يهمنا هو أن يحافظ الجذر على اللفظ ذاته الذي يُلفظ به في المصدر.
1. مثال على ذلك الفعل "parecer" (يبدو). إن لفظ الحرف "c" في هذا المصدر هو «س» في الإسبانية الأميركية أو «ثيتا» في الإسبانية القشتالية، ولكن عند التصريف بحالة النصب مع الفاعل el على سبيل المثال لا الحصر نتوقع أن تصبح كتابته: pareca وفقاً للقاعدة، وهي كتابة غير صحيحة لأن صوت الحرف "c" أصبح «ك» لأن بعده "a". ولنعود بالجذر إلى صوته الأصلي نضع حرف وقاية فنكتب: parezca.

2. مثال آخر هو الفعل "pagar" (يدفع). إن لفظ الحرف "g" في هذا المصدر هو «غ»، ولكن عند التصريف بحالة النصب مع el نتوقع أن تصبح كتابته: page وفقاً للقاعدة، وهي كتابة غير صحيحة لأن صوت الحرف "g" أصبح «خ» لأن بعده "e" لذا، نعود بالجذر إلى صوته الأصلي ونضيف حرف الوقاية الخاص بهذا النوع من النهايات فنكتب:
pague.

لن تتم مناقشة المزيد من الحالات هنا؛ لأن هدف هذا المقال لا يتعلق بالصوتيات، لكن الخطاً في الكتابة الصوتية (الإملاء) يرتبط بالخطاً في الكتابة النحوية (التصريف). وهذا هو السبب وراء هذه الملاحظة.
• تشابه حالة النصب زمنَ الأمر في نواحٍ كثيرة بما فيها طريقة التصريف، وهذا ليس مفاجئاً لأننا نعلم أنّ حالة النصب تحمل في طياتها معاني الرغبة والتمني، التي يختص بها فعل الأمر، ويظهر هذا بوضوح أكبر في الأفعال الشاذة. لذا، لسهولة التذكر، يمكن استذكار جذور تصريف الزمنين معاً.
• لتهسيل الوصول إلى صياغة حالة النصب، نصرف الفعل المنشود بزمن المضارع البسيط، ونقوم باستبدال النهاية بمعاكستها، وتكون النتيجة مطابقة للأسلوب السابق. مثلاً:
Tú comes 》 que tú comas
Tú hablas》 que tú hables
ولكن عند اتباع هذا الأسلوب، تشترك الضمائر yo, el, ello, ella, usted بالنهاية ذاتها، وهي -a للمصادر بالنهايتين -er و -ir، و -e للمصادر التي تنتهي بالنهاية -ar.

• هنالك أفعال شاذة لا تتبع أياً من قواعد التصريف السابقة من مثل:
Haber, hacer, tener, ser, mantener ....
ولتذكرها، نحاول تذكر أشكالها في زمن الأمر، كما قمنا بهِ في الملاحظة الأولى.

## الأسماء
تنقسم الأسماء في اللغة الإسبانية وككل اللغات الرومانسية إلى جنسين: مذكر ومؤنث. تتغير العديد من الصفات لتتطابق مع الاسم الموصوف في الجنس. معظم الأسماء التي تشير إلى أشخاص يتطابق جنسها مع الجنس البيولوجي للاسم الموصوف.

## الصفات
تُستخدم الصفات في اللغة الإسبانية بصورة مشابهة لاستخدام الصفات في اللغة الإنجليزية ولمعظم اللغات الهندو أوروبية. إلا أن هناك ثلاث اختلافات محورية في الصفات بين اللغتين الإسبانية والإنجليزية.
- في الإسبانية تأتي الصفات عادة بعد الموصوف. الاستثناء هو عندما يحاول الكاتب أو المتحدث التأكيد على صفة ما، أو في الشعر.
  - Mi casa roja قد تعني وجود العديد من البيوت الحمراء في العالم ولكنني أتحدث عن البيت الأحمر الخاص بي، أو قد تعني أنني أمتلك عدة بيوت ولكنني أشير إلى البيت الأحمر.
  - Mi roja casa تعني أنني أؤكد على أن بيتي أحمر (غالبا البيت الوحيد الذي أمتلكه).
- في اللغة الإسبانية تتطابق الصفات مع الموصوف في العدد (مفرد أو جمع) والجنس (مذكر أو مؤنث). على سبيل المثال taza (كوب) هي كلمة مؤنثة، لذا فإن «الكوب الأحمر» تكون la taza roja. بينما vaso (زجاج) هي كلمة مذكرة، لذا فإن «الزجاج الأحمر» تكون el vaso rojo.
- في اللغة الإسبانية من الطبيعي أن تأخذ الصفة محل الاسم أو الضمير بدون تلميح للتقليل من مستوى الحديث وبدون وقاحة. على سبيل المثال los altos تعني «الطويلون» أو «الرجال الطويلون». El grande تعني «الضخم».

## المحددات
تستخدم اللغة الإسبانية المحددات بطريقة مشابهة لاستخدام اللغة الإنجليزية لها. الفارق الرئيسي هنا هو أنه يتم تصريفهم اعتمادا على العدد (مفرد أو جمع) والجنس (مذكر أو مؤنث). المحددات الشائعة مثل el (الـ التعريف)، أو este (هذا)، أو mucho (الكثير)، أو alguno (البعض)، وهكذا.

## الضمائر
تقع الضمائر الإسبانية ضمن نفس التصنيف الكبير مثل ضمائر اللغة الإنجليزية: ضمائر شخصية وضمائر إشارة وضمائر الاستفهام وضمائر النسبية وضمائر الملكية. تشمل الضمائر الشخصية –الضمائر التي تختلف في الشكل باختلاف الفاعل أول أو ثاني أو ثالث- عددا من أشكال الفاعل الثاني والتي لا تختلف في العدد فقط (مفرد وجمع) ولكن أيضا طبقا للرسمية أو العلاقة الاجتماعية بين المتحدثين. بالإضافة إلى ذلك تختلف أشكال الفاعل الثاني طبقا للمنطقة الجغرافية. لأن شكل الفعل المصرف يعكس الفاعل وعدده، فإن الضمائر الشخصية غالبا ما يتم حذفها، إلا عندما تكون ضرورية للتأكيد أو التوضيح.

## الظروف
تعمل الظروف الإسبانية مثل مثيلاتها في اللغة الإنجليزية. على سبيل المثال muy (جدا)، poco (قليلا)، lejos (بعيد)، mucho (كثيرا)، casi تقريبا، إلخ. لتكوين الظروف من الصفات، نقوم بإضافة نهاية الظروف mente إلى المفرد المؤنث من الصفة، سواء تختلف عن المفرد المذكر أم لا.
- claro (واضح) -- clara (واضحة) -- claramente (بوضوح)
- rápido (سريع) -- rápida (سريعة) -- rápidamente (بسرعة)
- natural (طبيعي أو طبيعية) -- naturalmente (بصورة طبيعية)
- triste (حزين أو حزينة) -- tristemente (بحزن)
- audaz (قوي أو قوية) -- audazmente (بقوة)

للصفات bueno (جيد) وmalo (سيئ) طريقة شاذة في تكوين الظروف: bien (جيدا)، وmal (سيئا) على التوالي.
مثل الإنجليزية بعض الصفات تتماثل مع الظروف الخاصة بها. لذا فإن كلمات مثل temprano (مبكر)، وlento (بطيء)، وhondo (عميق) يمكن أن تُستخدم كصفات أو كظروف.
إذا كان هناك تسلسل من الظروف والتي تنتهي بالنهاية mente نقوم بإزالة النهاية من كل الظروف ما عدا الظرف الأخير، ونترك الباقين كما لو كانوا صفات مفردة مؤنثة. لذا فإن:
- rápida y fácilmente (بسرعة وبسهولة)
- lenta, cuidosa, y duchamente (ببطء وبحرص وبمهارة)
- parcial o completamente (جزئيا أو كليا)

هناك أيضا عدد كبير من العبارات الظرفية في اللغة الإسبانية مثل a menudo (كثيرا)، وen todas partes (في كل مكان)، وde repente (فجأة)، وpor fin (أخيرا)، وsin embargo (على الرغم من ذلك).
مثل الصفات، نقوم بتكوين صيغة المقارنة مع الظروف بإضافة más (أكثر) أو menos (أقل) قبل الظرف. لذا فإن más temprano تعني مبكرا أكثر، وmás rápidamente تعني أكثر سرعة، وmenos interesantemente تعني أقل إثارة، إلخ. نستطيع تكوين صيغة التفضيل عن طريق وضع الأداة المحايدة lo قبل صيغة المقارنة، على الرغم من أنها تُستخدم بشكل عام مع عبارات إضافية مثل que puedas (كما تستطيع)، أو de todos (من كل الأشياء). على سبيل المثال: más rápidamente que puedas (بسرعة بقدر الإمكان)، lo más interesantemente de todos (الشيء الأكثر إثارة من بين كل الأشياء). للظرفين bien (جيدا) وmal (بشكل سيئ) صيغ مقارنة شاذة وهي mejor (أفضل) وpeor (أسوأ)، كما أن más وmenos هي صيغ المقارنة للظرفين mucho (كثيرا) وpoco (قليلا) على الترتيب.

## حروف الجر
تحتوي الإسبانية على عدد كبير نسبيا من حروف الجر، ولا تستخدم اللواحق كحروف جر. الحروف التالية هي أشهر حروف الجر المستخدمة:
حديثا تمت إضافة حرفي جر جديدين هما durante و mediante وغالبا ما يوضعان في النهاية للحفاظ على تسلسل حروف جر عند تعلم اللغة.
يشمل تسلسل حروف الجر على حرفي جر قديمين هما vía وpro، لكنه يترك حرفين جديدين هما 00 و00 بالإضافة إلى عدد كبير من بعض حروف الجر المركبة المهمة.
لا تغير حروف الجر في اللغة الإسبانية معنى الفعل كما يحدث في اللغة الإنجليزية. على سبيل المثال لكي نترجم run out of water (نفذت منه المياه) إلى اللغة الإسبانية فإننا نستخدم فعلا مختلفا تماما ولا نستخدم ببساطة الفعل correr (يجري) بالإضافة إلى حرف الجر الإسباني المماثل. هذا بسبب سمة اللغة الإنجليزية في الأفعال الحرفية وليس بسبب سمة في أفعال أو حروف جر اللغة الإسبانية نفسها.

## حروف العطف
يتغير شكل حروف العطف y (و) و o (أو) سواء في الكلام أو في اللغة المكتوبة إلى e و u على الترتيب عندما يأتي بعدهم حرفا متحركا. لذا فإن padre e hijo (أب وابن)، Fernando e Isabel (فرديناند وإيزابيلا)، sujeto u objeto (فاعل أو مفعول)، vertical u horizontal (رأسي أو أفقي).
لا يحدث هذا التغيير عندما تبدأ الكلمة بالبداية hi مثل acero y hierro (فولاذ وحديد)، كما أن y لا تتغير عندما تكون مبتدأة في سؤال.
عندما يكون حرف العطف o في ترقيم، غالبا ما يصبح ó من أجل التفرقة بينه وبين الرقم صفر.

## وصلات خارجية
- الأكاديمية الملكية الإسبانية (بالإسبانية)
- المركز المرئي لمعهد ثيربانتس (CVC) (بالإسبانية)
- قواعد جديدة في اللغة الإسبانية (بالإسبانية)
- إزبانوتيكا (بالإسبانية)
- معهد علم المفردات الإسبانية (بالإسبانية)